# Võ Thị Hồng Thoại
Võ Thị Hồng Thoại (sinh năm 1958) là đại biểu Quốc hội Việt Nam khóa 13, thuộc đoàn đại biểu Bạc Liêu.

## Tiểu sử
Ngày sinh: 26/11/1958
Giới tính: Nữ
Dân tộc: Kinh
Tôn giáo: Không
Quê quán: Xã Hồ Thị Kỷ, huyện Thới Bình, Cà Mau
Trình độ chính trị: Cử nhân chính trị
Trình độ chuyên môn: Cử nhân Quản trị kinh doanh, Cử nhân Luật
Nghề nghiệp, chức vụ: Phó Trưởng đoàn chuyên trách Đoàn ĐBQH khóa XIII tỉnh Bạc Liêu, Ủy viên Uỷ ban Tài chính-Ngân sách của Quốc hội; Phó Chủ tịch Liên hiệp các hội khoa học kỹ thuật tỉnh Bạc Liêu
Nơi làm việc: Đoàn Đại biểu Quốc hội tỉnh Bạc Liêu
Ngày vào đảng: 4/6/1976
Nơi ứng cử: Bạc Liêu
Đại biểu Quốc hội khoá: XII,XIII
Đại biểu chuyên trách: Địa phương
Đại biểu Hội đồng nhân dân: Không